# 박수현 (1964년)
박수현(朴洙賢, 1964년 8월 14일~)은 대한민국의 정치인이다. 제19·22대 국회의원이다.

## 생애
1964년 공주에서 출생 후 공주금학초등학교를 졸업하였으며, 공주대학교 사범대학 부설중학교와 부설고등학교를 차례로 졸업했다. 이후 서울대학교 서양사학에 들어가 학사과정을 밟다 중퇴하였고, 한국방송통신대학교 행정학 학사를 취득하였으며, 이후 연세대학교 대학원에 진학해 행정학 석사를 취득하였다.

### 국회의원 시절
2012년 5월 치러진 대한민국 제19대 국회의원 선거에서 충남 공주시에 민주통합당 후보로 출마해 국회의원에 처음 당선되었다. 국회의원 취임 직후인 2012년 6월부터 국토해양위원회 위원으로서 태안유류피해대책 특별위원회 간사를 맡았다.
당내에서도 여러 직을 거쳤다. 2012년부터 2013년 5월까지 민주통합당 충남도당 위원장과 민주통합당 공주시지역위 위원장을 역임하였다. 이후에는 조직강화특위 위원, 전국직능위 부의장, 공공부문민영화저지특위 간사 자리에 올랐다. 공주시지역위 위원장, 충남도당 위원장도 거쳤다. 2013년 8월부터는 국회 예산결산특별위원회 위원으로 이듬해 5월까지 활동하였다. 그밖에도 자연보호중앙연맹 충남협의회 회장과 충남사회복지협의회 회장을 맡았다. 
2013년 11월 민주당 원내부대표와 원내대변인 자리에 올랐다. 2014년 3월 새정치민주연합 출범 후에는 당내 위원회의 기존 직무와 더불어 사대강사업조사특별위원회 간사를 맡았고, 2014년 3월부터는 충남도당 공동위원장을 맡았다. 2014년 3월부터는 당 원내부대표와 원내대변인을 맡았으며, 6월부터는 대표비서실장, 8월부터는 대변인 자리를 맡게 되었다. 11월에는 제3정책조정위원장에 임명됐다.
2015년 2월에는 상반기 재보궐선거에 대비한 당내 선관위 위원이 되었고, 3월에는 남북교류협력특별위 위원장을 지냈다. 2015년 5월에는 다시 한번 원내대변인에 임명되었고, 12월 새정치민주연합에서 더불어민주당으로 당명을 변경한 뒤로도 맡았다. 2016년 1월에는 비상대책위원장 비서실장을 맡았다. 2016년 4월 제20대 총선에서 당내 전략홍보본부장을 맡으며 충남 공주시·부여군·청양군에 더불어민주당 후보로 출마하였으나, 정진석 새누리당 후보에게 근소한 차로 낙선하였다.

### 청와대 대변인
2017년 5월, 대통령 비서실 행정관 겸 대변인 직책에 임명되었다. 이후 반년간 청와대 헁정관 겸 대변인으로 활동하다가 2018년 1월 22일 충남지사 선거 출마를 위해 사의를 표명했다. 후임으로는 김의겸 전 한겨레 선임기자가 내정되었다.

### 충남도지사 후보 사퇴
민주당 당원인 오영환씨는 박수현 전 대변인이 제6회 전국동시지방선거에서 공주시의원 비례대표에 내연녀를 공천했다고 주장하면서 논란에 휘말렸고, 이날 중앙당은 박 전 대변인의 예비후보 자격문제를 논의하는 비공개 최고위를 연 뒤 자진해서 물러날 것을 권유했다. 박 전 대변인 측은 "박 전 대변인은 안희정 전 충남지사의 성폭행 의혹이 제기된 이후 안희정의 동지이자 친구로서 도의적으로 책임을 진다는 차원에서 사퇴를 결심했다"고 말했다.

### 국회의장 비서실장
2018년 7월 13일 문희상 국회의장은 차관급인 의장 비서실장에 박수현 전 청와대 대변인을 임명했다.

## 논란
안희정의 측근으로서 2018년 3월 6일 안희정 충청남도지사 성폭행 사태로 충청남도지사 선거 운동을 중단했다가 12일 재개했다. 
2014년 민주당 공주시 당협위원장이었을 때 내연녀 김영미를 공주시 기초의원 비례대표에 공천하였다는 의혹이 제기되자 2018년 3월 12일 더불어민주당은 여성당직자 특혜공천 및 불륜 의혹이 제기된 박수현의 충청남도지사 예비후보직 자진사퇴를 권유하기로 했다.

## 학력
- 공주금학국민학교 졸업
- 공주대학교 사범대학 부설중학교 졸업
- 공주대학교 사범대학 부설고등학교 졸업
- 서울대학교 서양사학 중퇴
- 한국방송통신대학교 행정학 학사
- 연세대학교 대학원 행정학 석사

## 경력
- 1992~1995 이상재 국회의원 보좌관
- 1996~1997 조영재 국회의원 보좌관
- 1997~1998 국민신당 서울특별시 지부 송파구 갑 지구당위원장
- 한국정책포럼 운영이사
- 2005. 3. 2005년 상반기 재보궐선거 충남 공주시·연기군 열린우리당 국회의원 예비후보
- 2010. 5.~2010. 6. 제5회 전국동시지방선거 민주당 안희정 충청남도지사 후보 총괄선거대책본부 본부장
- 푸른충남 21 추진협의회 위원
- 국제과학비즈니스벨트 조성 충청권 추진협의회 위원
- 자치분권연구소 상임이사
- 2010~2011 민주당 충청남도당 상무위원
- 더좋은민주주의연구소 이사
- 민주통합당 충청남도당 세종시특별위원회 위원장
- 2010. 9.~2011. 12. 충청남도 정책특별보좌관
- 2012~2013. 5. 민주통합당 충청남도당 위원장
- 2012~2013. 5. 민주통합당 충청남도당 공주시 지역위원회 위원장
- 2012년 4월 11일: 대한민국 제19대 국회의원 선거 당선(충남 공주시, 민주통합당, 초선)
- 2012. 10.~2013. 5. 민주통합당 원내부대표
- 자연보호중앙연맹 충남협의회 회장
- 민주당 조직강화특별위원회 위원
- 민주당 전국직능위원회 부의장
- 민주당 공공부문민영화저지특별위원회 간사
- 2013. 5.~2014. 3. 민주당 충청남도당 공주시 지역위원회 위원장
- 2013. 5.~2014. 3. 민주당 4대강사업조사특별위원회 간사
- 2013. 5.~2014. 3. 민주당 충청남도당 위원장
- 2013. 11.~2015. 2. 충남사회복지협의회 회장
- 2013. 11.~2014. 3. 민주당 원내부대표
- 2013. 11.~2014. 3. 민주당 원내대변인
- 2014. 3. 새정치민주연합 조직강화특별위원회 위원
- 2014. 3. 새정치민주연합 전국직능위원회 부의장
- 2014. 3. 새정치민주연합 공공부문민영화저지특별위원회 간사
- 2014. 3.~2015. 12. 새정치민주연합 충청남도당 공주시 지역위원회 위원장
- 2014. 3. 새정치민주연합 4대강사업조사특별위원회 간사
- 2014. 3.~2015. 1. 새정치민주연합 충청남도당 공동위원장
- 2014. 3. 새정치민주연합 원내부대표
- 2014. 3.~2014. 5. 새정치민주연합 원내대변인
- 2014. 6. 새정치민주연합 김한길 공동대표 비서실장
- 2014. 8. 새정치민주연합 대변인
- 2014. 11. 새정치민주연합 제3정책조정위원장
- 2015. 2. 2015년 상반기 재보궐선거 새정치민주연합 선거관리위원회 위원
- 2015. 3. 새정치민주연합 남북교류협력특별위원회 위원장
- 2015. 5.~2015. 12. 새정치민주연합 원내대변인
- 2015. 12.~2016. 5. 더불어민주당 충청남도당 공주시 지역위원회 위원장
- 2015. 12. 더불어민주당 원내대변인
- 2016. 4. 더불어민주당 전략홍보본부장
- 2016. 5.~2017. 5. 더불어민주당 충청남도당 공주시·부여군·청양군 지역위원회 위원장
- 2017. 5.~2018. 2. 대통령비서실 국민소통수석실 대변인
- 2018. 2.~2018. 3. 제7회 전국동시지방선거 충청남도지사 더불어민주당 예비후보
- 2018. 7.~2019. 6. 국회의장 비서실장(차관급)
- 2019. 6.~2021. 1. UN해비타트 한국위원회 회장
- 2019. 6.~2021. 5. 더불어민주당 충청남도당 공주시·부여군·청양군 지역위원회 위원장
- 2020. 9.~2021. 5. 더불어민주당 홍보소통위원장
- 2020. 1.~ 김상옥 의사기념사업회 회장
- 2021. 5.~2022. 5. 대통령비서실 국민소통수석비서관
- 2022. 7.~ 더불어민주당 충청남도당 공주시·부여군·청양군 지역위원회 위원장
- 2023. 1. 헌법개정 및 정치제도 개선 자문위원회 자문위원
- 2024년 4월 10일: 대한민국 제22대 국회의원 선거 당선(충남 공주시·부여군·청양군, 더불어민주당, 재선)
- 2024. 9.~: 우원식 국회의장 직속 국회세종의사당건립위원회 위원
- 2024. 10.~2025. 8.: 더불어민주당 이재명 당대표 국민소통특보단장
- 2025. 7.~2025. 8.: 국정기획위원회 국가균형성장특별위원회 위원장
- 2025. 8.~: 더불어민주당 수석대변인

### 의정 활동
- 2012년 5월 30일~2016년 5월 29일: 제19대 국회의원(충남 공주시, 민주통합당→민주당→새정치민주연합→더불어민주당, 초선)
  - 2012년 제19대 국회 운영위원회 위원
  - 2012년 6월 국회 태안유류피해대책특별위원회 간사
  - 2012년 6월~2013년 3월 제19대 국회 국토해양위원회 위원
  - 국회 허베이스피리트호유류피해대책특별위원회 간사
  - 제19대 국회 국토교통위원회 위원
  - 2013년 8월~2014년 5월 제19대 국회 예산결산특별위원회 위원
- 2024년 5월 30일~: 제22대 국회의원(충남 공주시·부여군·청양군, 더불어민주당, 재선)
  - 2024년 6월~: 제22대 국회 전반기 국회운영위원회 위원
  - 2024년 6월~: 제22대 국회 전반기 문화체육관광위원회 위원
  - 2024년 6월~2025년 6월: 제22대 국회 전반기 예산결산특별위원회 위원

## 역대 선거 결과
|  | 47.87% |

|  | 44.95% |

|  | 46.43% |

|  | 50.66% |

## 소속 정당
| 소속 정당 | 소속 정당      | 소속 기간 | 비고      |
| --------- | -------------- | --------- | --------- |
|           | 민주자유당     | 1992~1995 | 정계 입문 |
|           | 무소속         | 1995      | 탈당      |
|           | 자유민주연합   | 1995~1997 | 창당      |
|           | 무소속         | 1997      | 탈당      |
|           | 국민신당       | 1997~1998 | 창당      |
|           | 새정치국민회의 | 1998~2000 | 합당      |
|           | 새천년민주당   | 2000~2003 | 합당      |
|           | 무소속         | 2003      | 탈당      |
|           | 열린우리당     | 2003~2007 | 창당      |
|           | 대통합민주신당 | 2007~2008 | 합당      |
|           | 통합민주당     | 2008      | 합당      |
|           | 민주당         | 2008~2011 | 당명 변경 |
|           | 민주통합당     | 2011~2013 | 합당      |
|           | 민주당         | 2013~2014 | 당명 변경 |
|           | 새정치민주연합 | 2014~2015 | 합당      |
|           | 더불어민주당   | 2015~2017 | 당명 변경 |
|           | 무소속         | 2017~2018 | 탈당      |
|           | 더불어민주당   | 2018~2021 | 복당      |
|           | 무소속         | 2021~2022 | 탈당      |
|           | 더불어민주당   | 2022~현재 | 복당      |

## 같이 보기
- 공주시 (2012년 선거구)
- 공주시·부여군·청양군
- 공주시의 국회의원
- 부여군의 국회의원
- 청양군의 국회의원
- 대한민국의 국회의장비서실장
- 대한민국의 대통령비서실 수석비서관